# امبارپور
امبارپور (به لاتین: Ambarpur) یک منطقهٔ مسکونی در نپال است که در Mechi Zone واقع شده‌است.

## خصوصیات
امبارپور ۵٬۸۴۹ نفر جمعیت دارد.